# Unity Cup
Unity Cup var en internationell fotbollsturnering som ägde rum under perioden 29 maj–2 juni, 2004. Irland, Jamaica och Nigeria deltog i tävlingen. Syftet var att upplysa den stora diasporan av dessa nationaliteter i London. Samtliga matcher spelades på fotbollsarenan The Valley i Greenwich (sydöstra London).
Nigeria vann vänskapsturneringen efter två vinster, före andraplacerade Irland, och Jamaica som kom på tredjeplats.
Irland var inför turneringen titelbärare av Nasazzis stafett, Nigeria övertog dock titeln efter vinsten mot Irland.

## Resultat
| Nr | Lag     | S | V | O | F | GM | IM | MS | P |
| -- | ------- | - | - | - | - | -- | -- | -- | - |
| 1  | Nigeria | 2 | 2 | 0 | 0 | 5  | 0  | +5 | 6 |
| 2  | Irland  | 2 | 1 | 0 | 1 | 1  | 3  | −2 | 3 |
| 3  | Jamaica | 2 | 0 | 0 | 2 | 0  | 3  | −3 | 0 |

| 1 | 24 maj 2004 | Irland | 0 – 3   | Nigeria                                          | The Valley                                                      |                                                                 |
|   |             |        | (0 – 1) | 36′, 69′ Bartholomew Ogbeche 50′ Obafemi Martins | Greenwich, London Publik: 7 438 Domare: Andrew D'Urso (England) | Greenwich, London Publik: 7 438 Domare: Andrew D'Urso (England) |
|   |             |        |         |                                                  | Greenwich, London Publik: 7 438 Domare: Andrew D'Urso (England) | Greenwich, London Publik: 7 438 Domare: Andrew D'Urso (England) |
|   |             |        |         |                                                  | Greenwich, London Publik: 7 438 Domare: Andrew D'Urso (England) | Greenwich, London Publik: 7 438 Domare: Andrew D'Urso (England) |

| 2 | 31 maj 2004 | Nigeria                                | 2 – 0   | Jamaica | The Valley                                        |                                                   |
|   |             | John Utaka 17′ Bartholomew Ogbeche 55′ | (1 – 0) |         | Greenwich, London Domare: Steve Bennett (England) | Greenwich, London Domare: Steve Bennett (England) |
|   |             |                                        |         |         | Greenwich, London Domare: Steve Bennett (England) | Greenwich, London Domare: Steve Bennett (England) |
|   |             |                                        |         |         | Greenwich, London Domare: Steve Bennett (England) | Greenwich, London Domare: Steve Bennett (England) |

| 3 | 2 juni 2004 | Jamaica | 0 – 1   | Irland             | The Valley                                                      |                                                                 |
|   |             |         | (0 – 1) | 27′ Graham Barrett | Greenwich, London Publik: 6 155 Domare: Robert Styles (England) | Greenwich, London Publik: 6 155 Domare: Robert Styles (England) |
|   |             |         |         |                    | Greenwich, London Publik: 6 155 Domare: Robert Styles (England) | Greenwich, London Publik: 6 155 Domare: Robert Styles (England) |
|   |             |         |         |                    | Greenwich, London Publik: 6 155 Domare: Robert Styles (England) | Greenwich, London Publik: 6 155 Domare: Robert Styles (England) |